# InDrive
inDrive é um serviço de transporte que opera no modelo de "Ofertas em Tempo Real".
A proposta do serviço é que o passageiro determina o preço da viagem em vez do motorista. O passageiro coloca o valor que está disposto a pagar pela viagem e a proposta é então aceita pelo primeiro motorista disposto a fazer a viagem pelo valor proposto.

## História
Em 2012, em meio ao inverno em Yakutsk, durante as festas de Ano Novo, a temperatura caiu abaixo dos -45 °C, com isso os taxistas dobraram o preço das viagens. Em resposta, os habitantes de Yakutsk criaram o grupo "Motoristas Independentes" na rede social VK, onde as pessoas podiam postar pedidos de viagens, já determinando o preço, e os membros motoristas aceitavam esses pedidos. Como resultado, em apenas seis meses mais de 60 mil pessoas entraram no grupo.
Em 2013, o grupo Sinet começou a desenvolver o aplicativo, que é baseado no conceito de ofertas em tempo real.
Durante 2017 e 2018, no inverno, o número de cidades atendidas pelo serviço subiu de 70 para 120, na Rússia e nos países da CEI.
Em abril de 2018, a empresa expandiu suas operações para os países da América Central e do Sul.
Em dezembro de 2018, a empresa deu inicio ao funcionamento do aplicativo no Brasil, começando pelo município de João Pessoa.

## Ver Também
- Uber
- Lyft
- 99
- Cabify